# Les Entreprises du médicament
Les Entreprises du médicament (Leem)  est un syndicat professionnel français du milieu pharmaceutique et un lobby qui s'est substitué en 2002 au Syndicat national de l'industrie pharmaceutique (SNIP).

## Gouvernance
Le Conseil d’administration du Leem, composé de quarante personnes, forme son autorité politique. Son mandat est de quatre ans.

## Activité de lobbying
Hervé Gisserot, nommé en 2012 à la tête de la Fédération, affirme en 2013 que le Leem veut adopter sur le lobbying « une approche décomplexée », et précise: « Le lobbying est une activité qui s’inscrit naturellement dans le fonctionnement de nos institutions » selon « des principes déontologiques stricts »,.

### Auprès de l'Assemblée nationale
Le syndicat est inscrit comme représentant d'intérêts auprès de l'Assemblée nationale. Il déclare à ce titre qu'en 2013, les coûts annuels liés aux activités directes de représentation d'intérêts auprès du Parlement s'élèvent à 364 900 euros. En 2017, cette somme est comprise entre 400 000 et 500 000 euros. En 2018, ses coûts sont compris entre 900 000 et un million d'euros.
En 2006, l'EFPIA s'élève contre l'intention de l'Union nationale des caisses d'assurance maladie d'obliger les médecins à prescrire des Médicaments génériques. Cette décision imposerait les pharmacies à substituer les médicaments génériques aux produits de marque dans 75 % des cas, contre 70 % avant 2007,,.

### Union Européenne
Le Leem est présent dans le registre de transparence de l'Union Européenne avec un budget de 193 050 € en 2018.